# 神山星火
《神山星火》是劳罕等人所著的一部新闻纪实性的报告文学，2024年浙江人民出版社初版。该书讲述了位于井冈山市丘陵地带的小山村——神山村近百年的发展历程。

## 内容
《神山星火》分为十五章，讲述了神山村从民国时期到改革开放横跨大半个世纪的历史。神山村在土地革命时期曾是井冈山革命根据地的重要组成部分，成为保障前线作战的大后方。村里每户都有人加入红军，涌现出“马刀队”的左桂林等战斗英雄，在黄洋界保卫战等战役中建立了战功。中华人民共和国成立后，神山村长期贫困，资源少、交通困难，但在政府的扶贫政策扶植下，通电、修路，改善了条件。改革开放后神山村村民流行外出务工，赖国洪父子就是典型。而左香云等手工艺人在利用当地特产的毛竹上也做出了成绩。还有的村民积极发展当地特色旅游。神山村逐步成为了脱贫的模范。

## 写作及出版
《神山星火》源于2022年夏季《光明日报》记者团（包括劳罕（王慧敏）、邢宇皓、王斯敏和卢泽华等人）对井冈山市茅坪镇神山村的调查。记者们泡在村落之中，曾亲自寻访核实红军烈士亲属，挖掘了不少新闻素材。他们的调查报告《神山村三日》随后见报。2023年8月，记者团再度来到该村，参与了产业发展等议题，写了第二篇报告《神山星火正燎原》。在报告基础上扩展而成的《神山星火》于2024年4月由浙江人民出版社推出。同月27日在中国现代文学馆举办了研讨会。作者们将全部稿酬捐出，为神山村建了一座革命烈士纪念碑。

## 写作风格
《神山星火》在行文风格上较为谨慎，让“报告”压倒“文学”，拒绝了过度抒情，体现了作者作为新闻记者的素质。行文中注重对人的细节刻画，尽可能将对话、情态赋予一个个人物，比如烈士后代左秀发、开发出竹酒和竹工艺品做成品牌的左香云、开办第一家农家乐的彭夏英、“神山农庄”的主人罗根林等等，提升了读者的代入感。另外，作者描绘的并不仅仅是一个村庄的故事，而是以神山村映射整个中国，将宏观与微观、历史与现实相结合，表现了信念的力量。